# Ірен Віседо
Ірен Віседо (ісп. Irene Visedo Herrero, *16 липня 1978) — іспанська акторка.

## Вибіркова фільмографія
- Хребет диявола (2001)
- Жінка моєї мрії (2001)
- Між квітнем та липнем (2002)
- Людина з піску (2007)
- Жінка анархіста (2008)
- Карлітос та поле його мрії (2008)
- Шалене кохання (2009)
- Шлях (2012)
- Літня історія (2015)